# Lirim Kastrati (futbolista nacido en enero de 1999)
Lirim M. Kastrati (Kamenica, FR Yugoslavia, 16 de enero de 1999) es un futbolista internacional kosovar que juega de delantero en el Fehérvár F. C. de la Nemzeti Bajnokság I.

## Carrera

### NK Lokomotiva
El 17 de febrero de 2018, Lirim Kastrati debutó como futbolista profesional con el NK Lokomotiva Zagreb en la derrota a domicilio por 1-0 contra el NK Istra 1961, después de haber sido convocado en la alineación titular. El 10 de marzo de 2018, anotó sus dos primeros goles en la victoria por 4-1 frente al Dinamo de Zagreb. El 16 de septiembre de 2018, Kastrati marcó el primer hat-trick de su carrera en la victoria fuera de casa por 5-2 ante el Slaven Belupo. El 17 de febrero de 2020 se hizo oficial su traspaso al Dinamo Zagreb, firmando un contrato de cinco años con el club agramita aunque permaneciendo en condición de préstamo en el NK Lokomotiva hasta final de temporada. Cuatro días después, fue llamado al once inicial para el frantido contra el NK Varaždin.

### Dinamo de Zagreb
El 5 de agosto de 2020, Kastrati regresó al Dinamo tras la cesión. El 16 de agosto, hizo su debut en la contundente victoria en casa por 6-0 contra su antiguo club el NK Lokomotiva después de ser convocado en la alineación titular. El 21 de agosto, en la victoria por 1-0 sobre Istra 1961, fue expulsado después de una dura entrada a Obeng Regan. Cinco días después marcó el segundo tanto del Dinamo en el empate 2-2 a domicilio en la segunda ronda previa de la Liga de Campeones de la UEFA 2020-21 frente al CFR Cluj. El Dinamo ganó la tanda de penaltis por 6-5 y avanzó a la tercera ronda clasificatoria. El 12 de septiembre, marcó su primer gol en el derbi Eterno, cuando el Dinamo derrotó al Hajduk Split por 2-1 en el Estadio Poljud. El 22 de octubre, Kastrati hizo su debut oficial en una competición de la UEFA, en el empate sin goles ante el Feyenoord de Róterdam en la primera jornada de la Liga Europa. El 10 de diciembre marcó su primer gol a nivel continental, cuando el Dinamo derrotó al CSKA Moscú por 3-1. Durante la segunda mitad de temporada, la ineficiencia de Kastrati obligó al entrenador Zoran Mamić y a su sucesor Damir Krznar a dejarlo fuera del once inicial. El 25 de abril de 2021, Krznar nombró inesperadamente a Kastrati en el once inicial para otro derbi contra el Hajduk, esta vez en el Estadio Maksimir, que finalizó con victoria por 2-0 con Kastrati anotando el segundo gol. Tras el partido, Kastrati y el entrenador de Hajduk Paolo Tramezzani fueron objeto de controversia, después de que el jugador kosovar fuera visto dándole su camiseta al director técnico italiano.

### Legia de Varsovia
El 1 de septiembre de 2021, Kastrati fichó por el Legia de Varsovia de la Ekstraklasa de Polonia, firmando un contrato de cuatro años con el club varsoviano y vistiendo el dorsal número 7. Diez días más tarde, debutó en la derrota a domicilio por 1-0 ante el Śląsk Wrocław tras entrar como suplente en el minuto 46 en lugar de Kacper Skibicki. El 15 de septiembre de 2021, marcó su primer gol con el Legia en su segunda aparición con el club, en la victoria en Rusia por 1-0 ante el Spartak de Moscú en la fase de grupos de la Liga Europa de la UEFA. Durante su breve estancia en Varsovia, registró 23 partidos con el club legionario y anotó dos goles para el Legia.

### Fehérvár
El 29 de agosto de 2022, Kastrati firmó un contrato de tres años con el Fehérvár FC de la Nemzeti Bajnokság I, vistiendo el dorsal número 10.

## Selección nacional
El 1 de octubre de 2017, Kastrati fue convocado por la selección sub-19 de Kosovo para disputar la Clasificación para el Campeonato Europeo de la UEFA Sub-19 2018. El 3 de octubre de 2017 debutó como titular en la derrota por 1-0 contra la selección sub-19 de Austria. El 6 de noviembre de ese mismo año, Kastrati se unió a la selección de fútbol sub-21 de Kosovo para jugar la Clasificación para la Eurocopa Sub-21 de 2019 contra Israel y Azerbaiyán. Debutó ante este último el 14 de noviembre de 2017, entrando como suplente de Mirlind Daku en el minuto 46.
El 5 de octubre de 2018, Lirim Kastrati fue llamado por la selección absoluta de Kosovo para los partidos de la Liga de las Naciones de la UEFA 2018-19 contra Malta e Islas Feroe. El 11 de octubre de 2018, debutó frente a Malta tras entrar como suplente en el minuto 83 por Vedat Muriqi. Marcó su primer gol con la selección en la victoria por 1-0 contra Moldavia el 18 de noviembre de 2020, salvando a Kosovo del descenso de la Liga C de la Liga de las Naciones de la UEFA 2020-21.

### Goles internacionales
| # | Fecha                   | Estadio                                | Oponente | Gol | Resultado | Competición                         |
| - | ----------------------- | -------------------------------------- | -------- | --- | --------- | ----------------------------------- |
| 1 | 18 de noviembre de 2020 | Estadio Fadil Vokrri, Pristina, Kosovo | Moldavia | 1-0 | 1-0       | Liga de Naciones de la UEFA 2020-21 |
| 2 | 16 de noviembre de 2022 | Estadio Fadil Vokrri, Pristina, Kosovo | Armenia  | 1-1 | 1-1       | Amistoso                            |

## Clubes
| Club                      | País    | Año       | Partidos | Goles |
| ------------------------- | ------- | --------- | -------- | ----- |
| N. K. Lokomotiva          | Croacia | 2017-2020 | 50       | 10    |
| G. N. K. Dinamo Zagreb    | Croacia | 2020-2021 | 51       | 4     |
| N. K. Lokomotiva (cedido) | Croacia | 2020      | 39       | 11    |
| Legia de Varsovia         | Polonia | 2021-2022 | 24       | 2     |
| Fehérvár F. C.            | Hungría | 2022-     | 52       | 8     |
| N. K. Lokomotiva (cedido) | Croacia | 2024      | 10       | 0     |

## Palmarés

### Campeonatos nacionales
| Título                  | Club             | País    | Año     |
| ----------------------- | ---------------- | ------- | ------- |
| Primera Liga de Croacia | Dinamo de Zagreb | Croacia | 2020-21 |
| Copa de Croacia         | Dinamo de Zagreb | Croacia | 2020-21 |